# Euglossa analis
Euglossa analis är en biart som beskrevs av John Obadiah Westwood 1840. Euglossa analis ingår i släktet Euglossa, tribus orkidébin, och familjen långtungebin. Inga underarter finns listade.

## Utseende
Ett mörkt blåviolett bi med vita markeringar i ansiktet och de två sista tergiterna (ovansidans bakkroppssegment) klargröna. Till skillnad från de flesta andra arter inom släktet saknar hanarna något synligt, yttre organ på bakbenen för insamling av doftämnen.

## Ekologi
Likt alla orkidébin är arten en viktig orkidépollinatör. Binas levnadssätt med den höga och snabba flykten gör emellertid att de är svårstuderade, och kunskapsläget är därför lågt.

## Utbredning
Arten förekommer i norra Sydamerika söderut till Peru och Brasilien (delstaten Espirito Santo). Populationen i Espirito Santo räknas dock av vssa forskare som en egen art, Euglossa marianae. Denna har emellertid inte kunnat återfinnas, regnskogen den en gång funnits i är mycket fragmenterad, och vissa forskare betraktar den som utdöd.